# Bergtor

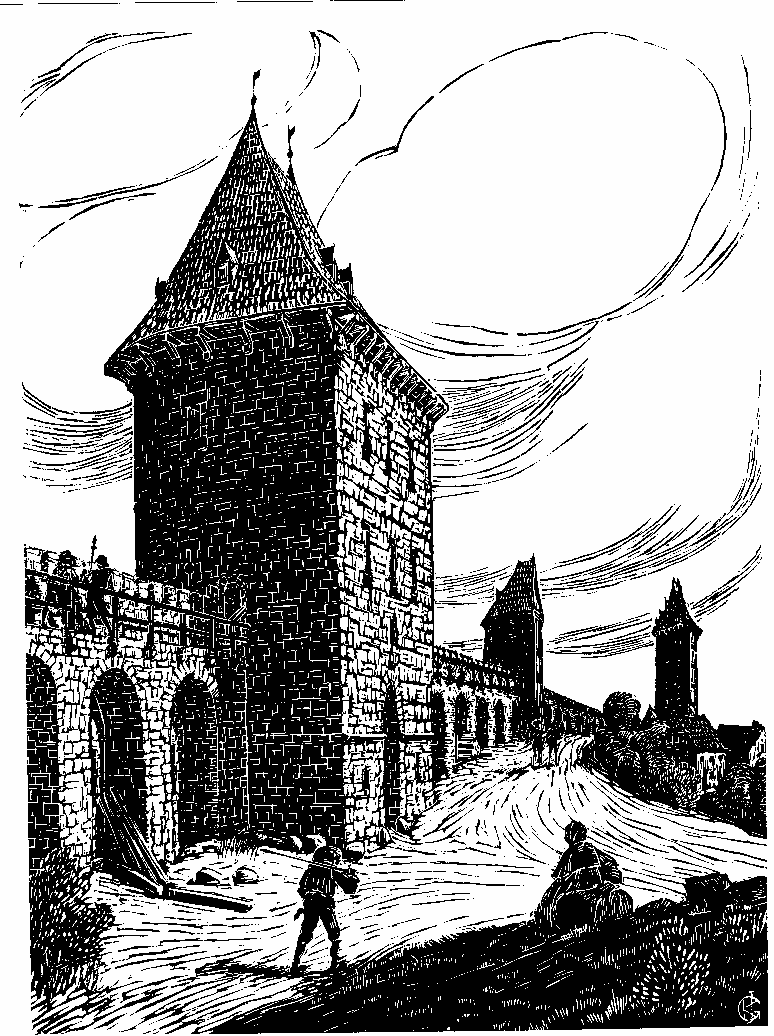
Bergtor, Holzschnitt von Karl Josef Gollrad.

Das Bergtor war eines von zwölf Stadttoren der ca. 1300 bis 1350 errichteten äußeren Stadtmauer Aachens. Es befand sich im Norden der Stadt und war durch den Marienturm vom Ponttor sowie dem Bergerschanzturm vom Sandkaultor getrennt. Eine Zeichnung aus dem Jahre 1790 belegt, dass es zu diesem Zeitpunkt bereits weitgehend verfallen war.

## Historie des Tores

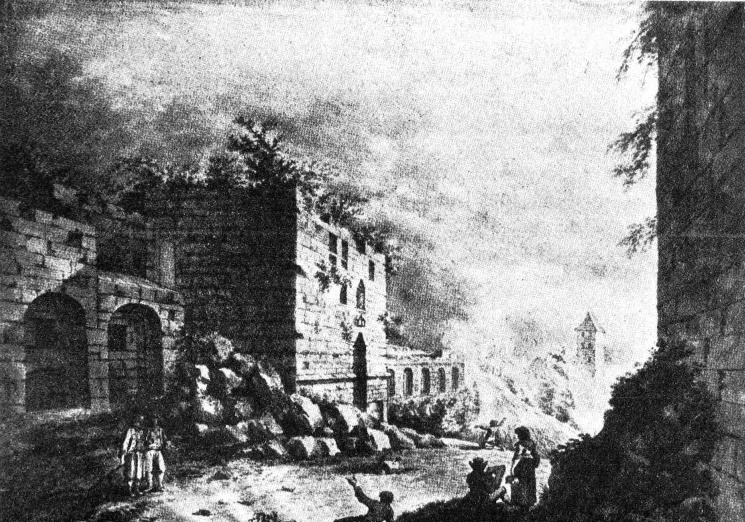
Zerfallenes Bergtor im Jahre 1790

Das Gebäude wurde nur kurze Zeit als Tor genutzt, denn bereits gegen Ende des 17. Jahrhunderts wurde die breite Durchfahrt bis auf einen schmalen Durchgang zugemauert. Dieser blieb in ruhigen Zeiten ganztägig offen und ermöglichte Besuchern der Salvatorkirche die Passage. Statt als Stadttor wurde das Bergtor nach den Umbauten lediglich als Wehrturm genutzt.
Auf einer Zeichnung aus dem Jahre 1790 ist zu erkennen, dass das Bergtor in diesem Jahr zum großen Teil verfallen war.

## Aufbau des Tores
Der Mittelteil des Stadttores wurde von zwei halbkreisförmigen Türmen eingeschlossen. Das Bergtor bot mit seinem Spitzbogen einen überwölbten, 4,63 Meter breiten Durchgang. Zur Stadtseite besaß es eine glatte Fassade.
Im zweiten der vier Geschosse des Gebäudes befand sich das Zimmer des Torkommandanten, während das Erdgeschoss als Wachstube sowie als Torgefängnis genutzt wurde. Im oberen Bereich bestand ein Umgang, der im mittleren Abschnitt einen Zugang zum Dachgestühl ermöglichte.
Das Vortor entsprach in seinem Aufbau dem des noch heute existierenden Ponttores.